# Reinhold Frank (Rechtsanwalt)

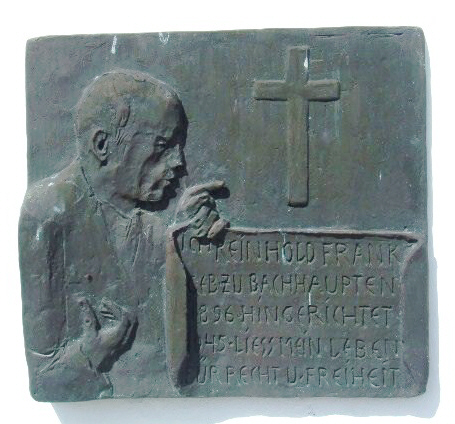
Gedenktafel für Reinhold Frank an der Pfarrkirche seines Geburtsorts Bachhaupten

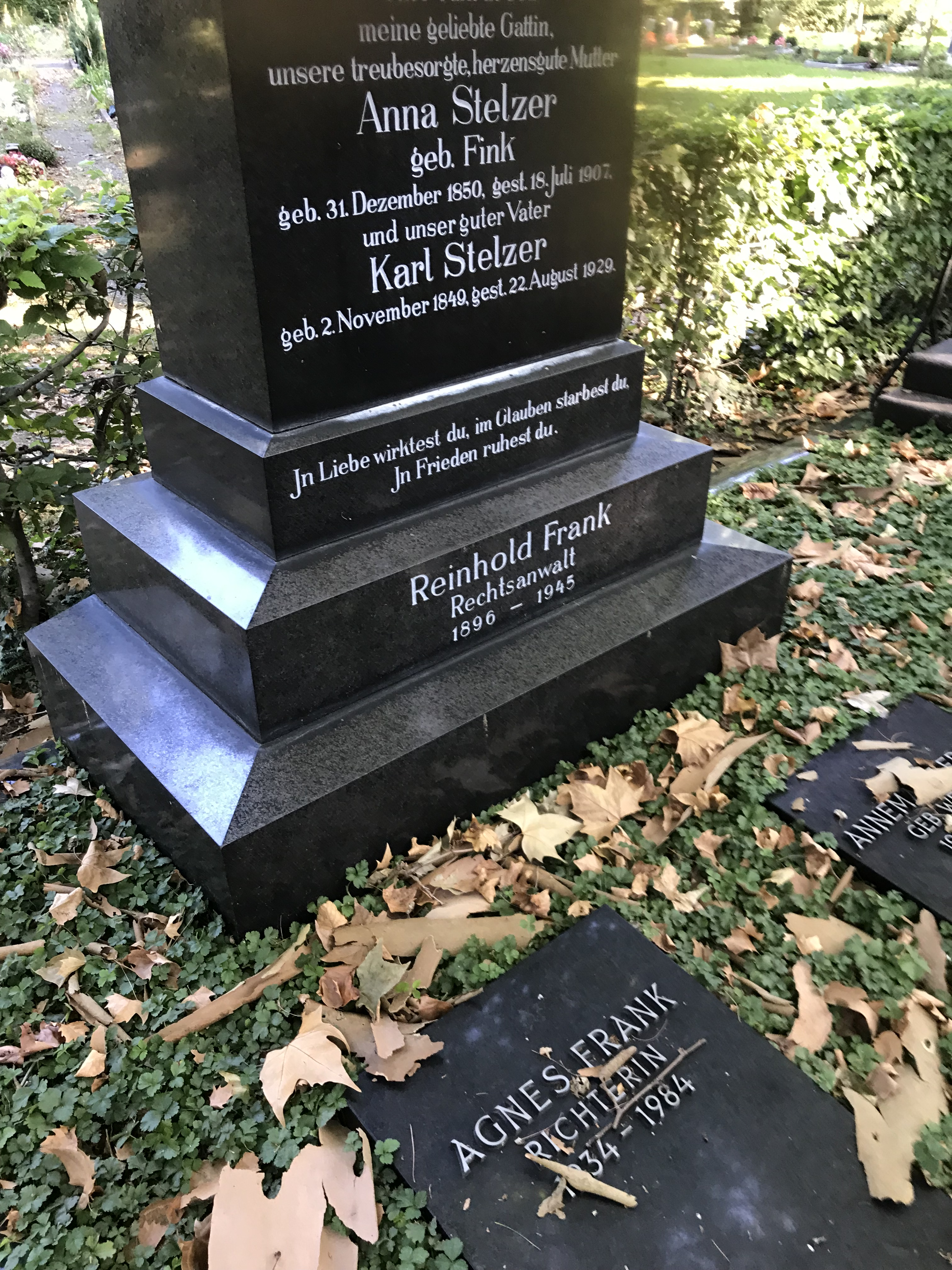
Grabstein Reinhold Franks auf dem Hauptfriedhof Karlsruhe, Gräberfeld 26 rechte Seite

Reinhold Frank (* 23. Juli 1896 in Bachhaupten; † 23. Januar 1945 in Berlin-Plötzensee) war ein deutscher Rechtsanwalt. Er leistete Widerstand gegen den Nationalsozialismus und wurde im Zusammenhang mit dem Attentat vom 20. Juli 1944 zum Tode verurteilt und hingerichtet.

## Leben
Reinhold Frank wurde am 23. Juli 1896 in der damals selbstständigen hohenzollerischen Gemeinde Bachhaupten bei Ostrach geboren. Mit seiner Zwillingsschwester war er das jüngste von sieben Kindern des katholischen Landwirts Franz Frank und seiner Ehefrau Theresia. Er besuchte das erzbischöfliche Gymnasialkonvikt in Sigmaringen und meldete sich als Oberprimaner freiwillig zum Kriegsdienst.
Nach dem Einsatz als Kriegsdienstfreiwilliger im Ersten Weltkrieg studierte er in Freiburg im Breisgau und Tübingen Rechtswissenschaft. Er war Mitglied der K.D.St.V. Arminia Freiburg im Breisgau im CV. Nach der Referendarzeit ließ er sich 1923 als Rechtsanwalt in Karlsruhe nieder und betrieb gemeinsam mit dem Juristen Franz Xaver Honold (1881–1939) eine Rechtsanwaltskanzlei. Reinhold Frank war Mitglied der katholischen Zentrumspartei und gehörte der Karlsruher Stadtverordnetenversammlung zehn Monate lang bis zu ihrer Auflösung durch die Nationalsozialisten an.
Er stand aus christlicher Überzeugung der NS-Ideologie ablehnend gegenüber. Mehrfach verteidigte er Verfolgte aus allen politischen und religiösen Bereichen, darunter Sozialdemokraten, römisch-katholische Priester, die wegen kritischer Äußerungen über den Nationalsozialismus angeklagt worden waren, und elsässische Widerstandskämpfer. Reinhold Frank gehörte zu dem Umkreis der von Carl Friedrich Goerdeler gegründeten Widerstandsgruppe. Er hatte sich bereit erklärt, in Baden an führender Stelle im Wiederaufbau zur Verfügung zu stehen, falls der Umsturz glücken sollte (vgl. Schattenkabinett Beck/Goerdeler). Deshalb wurde er schon am Tage nach dem Attentat von 20. Juli 1944 auf Adolf Hitler verhaftet. Auf die Anklage des Hoch- und Landesverrats verurteilte ihn der Volksgerichtshof am 12. Januar 1945 zum Tode. Das Todesurteil wurde am 23. Januar 1945 durch Hängen im Strafgefängnis Berlin-Plötzensee vollstreckt.
Reinhold Frank hinterließ eine Frau und vier Kinder. Einer seiner Söhne, Klaus Frank, war bis zu seinem Ruhestand im Jahr 2005 Pfarrer der katholischen Gemeinde St. Martin in Ettlingen.

## Würdigungen

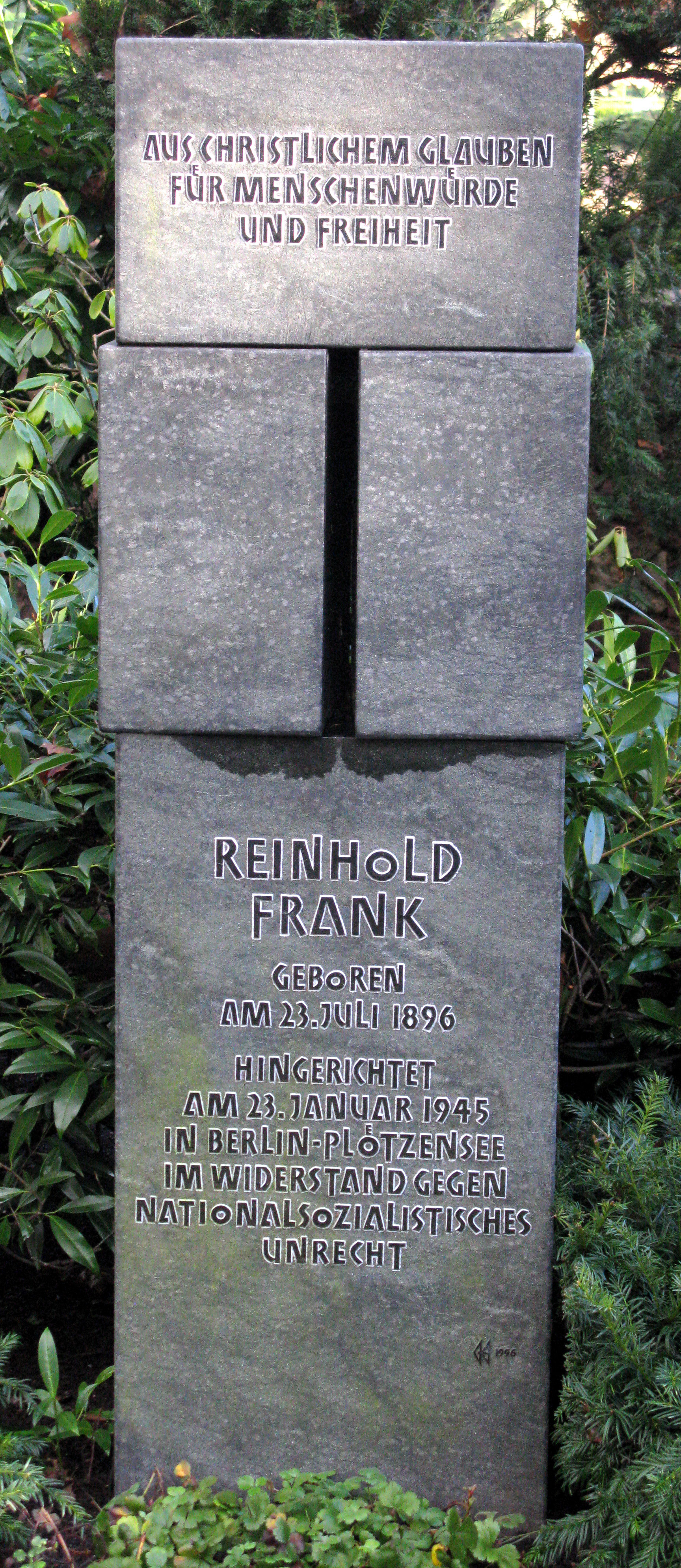
Gedenkstein in Karlsruhe

Zu seinen Ehren ist auf dem Hauptfriedhof Karlsruhe ein Gedenkstein mit folgender Inschrift errichtet:
Aus christlichem Glauben

für Menschenwürde und Freiheit

Reinhold Frank

Geboren am 23. Juli 1896

Hingerichtet am 23. Januar 1945

In Berlin Plötzensee im Widerstand

Gegen nationalsozialistisches Unrecht.
Die Straße, in der die Rechtsanwaltskammer Karlsruhe ihren Sitz hat, trägt seinen Namen. Sigmaringen, wo Frank zur Schule ging, hat ebenfalls eine Reinhold-Frank-Straße.
In Ostrach wurde im Jahr 2011 das Schulzentrum in Reinhold-Frank-Schulzentrum Ostrachtal umbenannt. Ebenso gibt es in Ostrach eine Reinhold-Frank-Straße.
In Bachhaupten erinnert eine Gedenktafel an der Sankt Michaelskirche an den Heimatsohn und mutigen Kämpfer für Freiheit und Wahrheit.
Die katholische Kirche hat Reinhold Frank im Jahr 1999 als Blutzeugen in das Deutsche Martyrologium des 20. Jahrhunderts aufgenommen.

## Gedächtnisvorlesung
Reinhold-Frank-Gedächtnisvorlesungen werden seit 2000 jeweils um den 20. Juli herum abgehalten. Die ersten Veranstaltungen wurden gemeinsam von den Städten Karlsruhe und Rastatt, dem Bundesarchiv (Erinnerungsstätte für die Freiheitsbewegungen in der deutschen Geschichte in Rastatt) und der Forschungsstelle „Widerstand gegen den Nationalsozialismus im deutschen Südwesten“ an der Universität Karlsruhe durchgeführt. Seit 2009 wird die Vorlesung von der Stadt Karlsruhe gemeinsam mit dem Bundesgerichtshof, der Bundesanwaltschaft, der Rechtsanwaltskammer beim BGH, dem Oberlandesgericht, der Rechtsanwaltskammer, dem Landgericht und dem Amtsgericht getragen. Die Ausrichtung wurde ebenfalls geändert: Künftig soll das Beispiel Reinhold Franks dazu dienen, das Thema „Widerstand“ auch näher an die Gegenwart heranzuführen und den Blick auf totalitäre Regime vornehmlich in osteuropäischen Staaten zu richten.